# Torneo de Valencia
El torneo ATP de Valencia, oficialmente Valencia Open 250, fue un torneo oficial masculino de tenis que se disputó anualmente desde 1995 en la ciudad española de Valencia, en Marbella en 1996 y 1997, y en Mallorca entre 1998 y 2002.
Hasta la temporada 2008 era de categoría ATP International Series y se disputaba en el Club de Tenis de Valencia, pero con la reestructuración del calendario, subió de categoría a ATP World Tour 500, abandonando la tierra batida y pasándose a disputar en el mes de noviembre en pista dura. Desde 2009 se disputó en el Ágora dentro del complejo de la Ciudad de las Artes y las Ciencias. En 2015, por dificultades económicas, volvió a la categoría ATP World Tour 250 y posteriormente se comunicó que debido a esas dificultades dejaría de disputarse a partir de 2016 debido al cambio de gobierno en la ciudad.
Hasta 2015 era uno de los 3 torneos de categoría ATP que se disputaban en España junto con el Masters de Madrid y el Conde de Godó de Barcelona.
En su palmarés figuran dos ex número 1 como Juan Carlos Ferrero y el británico Andy Murray. El tenista que más veces ha ganado el torneo es el español David Ferrer que lo ha logrado en tres ocasiones.
Juan Carlos Ferrero es el propietario del 25 % del torneo y su amigo David Ferrer propietario de otro 25 % debido a que cuando ascendió el torneo en importancia ATP acordaron compartir sus derechos. Ferrer ha jugado la gran mayoría de las ediciones, no así Rafael Nadal, quien participó solamente en 2002 y 2005.
| Categoría del torneo     | Superficie                    | Mes       |
| ------------------------ | ----------------------------- | --------- |
| ATP International Series | Tierra batida - al aire libre | 1995-2008 |
| ATP World Tour 500       | Dura - bajo techo             | 2009-2014 |
| ATP World Tour 250       | Dura - bajo techo             | 2015      |

## Palmarés

### Individual masculino
| Sede     | Año  | Campeón             | Subcampeón           | Resultado            |
| Valencia |      |                     |                      |                      |
| -------- | ---- | ------------------- | -------------------- | -------------------- |
| Valencia | 2015 | João Sousa          | Roberto Bautista     | 3-6, 6-3, 6-4        |
| Valencia | 2014 | Andy Murray         | Tommy Robredo        | 3-6, 7-6(7), 7-6(8)  |
| Valencia | 2013 | Mijaíl Yuzhny       | David Ferrer         | 6-3, 7-5             |
| Valencia | 2012 | David Ferrer        | Aleksandr Dolgopólov | 6-1, 3-6, 6-4        |
| Valencia | 2011 | Marcel Granollers   | Juan Mónaco          | 6-2, 4-6, 7-6(3)     |
| Valencia | 2010 | David Ferrer        | Marcel Granollers    | 7-5, 6-3             |
| Valencia | 2009 | Andy Murray         | Mijaíl Yuzhny        | 6–3, 6–2             |
| Valencia | 2008 | David Ferrer        | Nicolás Almagro      | 4–6, 6–2, 7–6 (7-2)  |
| Valencia | 2007 | Nicolás Almagro     | Potito Starace       | 4–6, 6–2, 6–1        |
| Valencia | 2006 | Nicolás Almagro     | Gilles Simon         | 6–2, 6–3             |
| Valencia | 2005 | Ígor Andréiev       | David Ferrer         | 3–6, 7–5, 6–3        |
| Valencia | 2004 | Fernando Verdasco   | Albert Montañés      | 7–6 (7-5), 6–3       |
| Valencia | 2003 | Juan Carlos Ferrero | Christophe Rochus    | 6–2, 6–4             |
| Mallorca | 2002 | Gastón Gaudio       | Jarkko Nieminen      | 6–2, 6–3             |
| Mallorca | 2001 | Alberto Martín      | Guillermo Coria      | 6–3, 3–6, 6–2        |
| Mallorca | 2000 | Marat Safin         | Mikael Tillström     | 6–4, 6–3             |
| Mallorca | 1999 | Juan Carlos Ferrero | Àlex Corretja        | 2–6, 7–5, 6–3        |
| Mallorca | 1998 | Gustavo Kuerten     | Carlos Moyà          | 6–7 (5-7), 6–2, 6–3  |
| Marbella | 1997 | Albert Costa        | Alberto Berasategui  | 6-3, 6–2             |
| Marbella | 1996 | Marc-Kevin Goellner | Àlex Corretja        | 7–6 (7-4), 7–6 (7-2) |
| Valencia | 1995 | Sjeng Schalken      | Gilbert Schaller     | 6–4, 6–2             |

### Dobles masculino
| Sede     | Año                                | Campeones                          | Subcampeones                      | Resultado               |
| Valencia |                                    |                                    |                                   |                         |
| -------- | ---------------------------------- | ---------------------------------- | --------------------------------- | ----------------------- |
| Valencia | 2015                               | Eric Butorac Scott Lipsky          | Feliciano López Max Mirnyi        | 7-6(4), 6-3             |
| Valencia | 2014                               | Jean-Julien Rojer Horia Tecau      | Kevin Anderson Jérémy Chardy      | 6-4, 6-2                |
| Valencia | 2013                               | Alexander Peya Bruno Soares        | Bob Bryan Mike Bryan              | 7-6(3), 6-7(1), [13-11] |
| Valencia | 2012                               | Alexander Peya Bruno Soares        | David Marrero Fernando Verdasco   | 6-3, 6-2                |
| Valencia | 2011                               | Bob Bryan Mike Bryan               | Eric Butorac Jean-Julien Rojer    | 6-4, 7-6(9)             |
| Valencia | 2010                               | Andy Murray Jamie Murray           | Mahesh Bhupathi Max Mirnyi        | 7-6(8), 5-7, [10-7]     |
| Valencia | 2009                               | František Čermák Michal Mertiňák   | Marcel Granollers Tommy Robredo   | 6–4, 6–3                |
| Valencia | 2008                               | Máximo González Juan Mónaco        | Travis Parrott Filip Polášek      | 7–5, 7–5                |
| Valencia | 2007                               | Wesley Moodie Todd Perry           | Yves Allegro Sebastián Prieto     | 7–5, 7–5                |
| Valencia | 2006                               | David Škoch Tomáš Zíb              | Lukáš Dlouhý Pavel Vízner         | 6–4, 6–3                |
| Valencia | 2005                               | Fernando González Martín Rodríguez | Lucas Arnold Ker Mariano Hood     | 6–4, 6–4                |
| Valencia | 2004                               | Gastón Etlis Martín Rodríguez      | Feliciano López Marc López        | 7–5, 7–6 (7-5)          |
| Valencia | 2003                               | Lucas Arnold Ker Mariano Hood      | Brian MacPhie Nenad Zimonjić      | 6–1, 6–7 (7-9), 6–4     |
| Mallorca |                                    |                                    |                                   |                         |
| 2002     | Mahesh Bhupathi India Leander Paes | Julian Knowle Michael Kohlmann     | 6–2, 6–4                          |                         |
| 2001     | Donald Johnson Jared Palmer        | Feliciano López Francisco Roig     | 7–5, 6–3                          |                         |
| 2000     | Michaël Llodra Diego Nargiso       | Alberto Martín Fernando Vicente    | 7–6 (7-2), 7–6 (7-3)              |                         |
| 1999     | Lucas Arnold Ker Tomas Carbonell   | Alberto Berasategui Francisco Roig | 6–1, 6–4                          |                         |
| 1998     | Pablo Albano Daniel Orsanic        | Jiří Novák David Rikl              | 7–6 (11-9), 6–3                   |                         |
| Marbella | 1997                               | Karim Alami Julian Alonso          | Alberto Berasategui Jordi Burillo | 4–6, 6–3, 6–0           |
| Marbella | 1996                               | Andrew Kratzmann Jack Waite        | Pablo Albano Lucas Arnold Ker     | 6–7, 6–3, 6–4           |
| Valencia | 1995                               | Tomas Carbonell Francisco Roig     | Tom Kempers Jack Waite            | 7–5, 6–3                |